# Franz Beissel von Gymnich
Franz Beissel von Gymnich (* 9. Juni 1761 in Schmidtheim; † 31. Mai 1837 in Frenz) war ein preußischer Verwaltungsbeamter und erster Landrat des Kreises Bergheim (Erft).

## Leben
Der katholische Franz Beissel von Gymnich war ein Sohn des kurtrierischen Geheimen Rats und Amtmanns Franz Hugo Edmund Beissel von Gymnich und dessen Ehefrau Maria-Anna, geb. von Warsberg-Blens. Nach einem in Bonn erfolgten Studium wurde er um 1794 erst Oberamtmann und 1803 Präsident des Gerichts in 1. Instanz in Prüm. Nach seiner am 5. November 1803 erfolgten Demission blieb er im Anschluss ohne Amt. 1816 wurde er dann erster Landrat des neugeschaffenen Kreises Bergheim (Erft) im Regierungsbezirk Köln. Er behielt dieses Amt bis zum Jahr 1837, als er im Dienst verstarb.

## Familie
Franz Beissel von Gymnich heiratete am 21. Oktober 1792 in Eichstätt in erster Ehe Johanna Freiin von Freyberg-Eisenberg (* 20. Januar 1773 in Eichstätt; † 17. März 1803 in Schmidtheim), Tochter des Standesherrn Johann Anton Freiherr von Freyberg-Eisenberg auf Hopferau und dessen Ehefrau Maria Franziska, geb. Schenk Freiin von Stauffenberg. In zweiter Ehe heiratete er am 1. Juni 1809 in Kiedrich im Rheingau Magdalena Freiin Ritter zu Grünstein (* 18. Mai 1776 in Mainz; † 11. Februar 1850 Marienburg bei Frenz), Tochter des kurfürstlich-mainzischen Geheimen Rats, Vizedoms, Hofrichters und Präsidenten des Handelsamtes Carl Adolf Freiherr von Ritter zu Grünstein auf Kiedrich und dessen Ehefrau Anna, geb. Freiin von Pöllnitz.